# سوزان دوردن
سوزان دوردن (زاده ۲۰ سپتامبر ۱۹۷۳) یک هنرپیشه بریتانیایی و راوی کتاب صوتی است. از جمله نقش های او می توان به شخصیت کارول لیتلتون در مجموعه تلویزیونی گمشده اشاره کرد. او در تلویزیون، سینما و تئاتر اجرا کرده است.

## فیلم‌شناسی
- عاشقانه و رد (۱۹۹۷) - زن در میخانه
- کارآگاهان باشگاه در جستجوی یک شاهزاده خانم گمشده (۲۰۰۲) - ماریان
- The First Vampire: Don't Fall To Devil's Illusions (۲۰۰۴) – Sister Ingrid
- Supervolcano (۲۰۰۵) - فیونا لیبرمن
- Wannabe (۲۰۰۵) - کیت هستینگز
- عشق ویران شده (۲۰۰۵) - بری تیلور
- بازنویسی یک شب نیمه تابستان (۲۰۰۶) - کیت / تاتیانا
- ناآرامی (۲۰۰۶) - جاسمین بلانچارد - بدون اعتبار
- برآب‌رفته (۲۰۰۶) - مادر
- Luck of the Draw (۲۰۰۷) - ویکتوریا
- مانند جادو (۲۰۰۷) - جنیفر
- دیگری بی اهمیت من (۲۰۰۷) - مل
- دو وظیفه (۲۰۰۹) - سوفیا
- پت پستچی: فیلم (۲۰۱۴) - سارا کلیفتون [۱]
- چیزهای غیرممکن آوا (۲۰۱۶) [۱]
- Surface if Last Scattering (۲۰۱۶) [۱]
- مارک (۲۰۱۷) - کیت [۱]
- فراموش کردن نیک (۲۰۱۷) - جین [۱]

### تلویزیون
- حکم (1998) - هدر اسمارت
- هالبی سیتی (2000) – آملیا فورد
- Emmerdale (1999-2001) - کلودیا نش
- معاون (2001) - سارا
- لایحه (1997-2001) - سالی/امیلی صحبت می کند
- پیوست ها (2001) - پائولا
- پزشکان (2002) - دکتر آلیسون جیمز
- شب و روز (2003) - سامانتا
- واحد (2008) - لارا بیرسون
- گمشده (2008-09) - کارول لیتلتون
- ذن (2011) – ایوی
- جاده واترلو (2011) - لیلی منسون
- ذن (2011) - ایوی [۱]
- NCIS (2015) - Lorraine Mallard [۱]
- Days Of Our Lives (2016) - شخصیت تکرارشونده ویکی بوش/لورن دی کور [۱]
- ایستگاه برلین (2019) [۱]